# Man in the Moon
Man In The Moon är ett L.A. Guns album från 2001. Detta är det första albumet med Phil Lewis och Mick Cripps sedan Vicious Circle, 1994.
Detta är det enda L.A. Guns albumet med Muddy på bas.

## Låtlista
1. Man In The Moon
2. Beautiful
3. Good Thing
4. Spider's Web
5. Don't Call Me Crazy
6. Hypnotized
7. Fast Talkin' Dream Dealer
8. Out Of Sight
9. Turn It Around
10. Scream

## Medverkande
- Phil Lewis - sång
- Tracii Guns - gitarr
- Mick Cripps - gitarr
- Muddy - bas
- Steve Riley - trummor